# Agulla crotchi
Agulla crotchi là một loài côn trùng trong họ Raphidiidae thuộc bộ Raphidioptera. Loài này được Banks miêu tả năm 1924.